# Gebre Krestos
Gebre Krestos (geez ገብረ ክሪስቶስ, "Kristov sluga") bio je vrlo kratkotrajni etiopski car (neguš negasti) svega tri mjeseca 18. ožujka 1832. – 8. lipnja 1832., u nesretnom mračnom razdoblju zvanom Zemene Mesafint (Doba prinčeva).

## Životopis
Gebre Krestos je bio sin Gebre Mesaja, navodnog potomka mlađeg sina vladara Fasilidesa. Njegovog brata Sahle Dengela instalirao je za vladara 1832., moćni Ras Ali II član vladarske obitelji iz plemena Oromo iz okruga Jedžu, i paraktički koristio Sahle Dengela kao svoju marionetu.
No ubrzo su njegovi svećenici posumnjali u vjersku ispravnost Sahle Dengela, i uvjerili njegova patrona Ras Alija II da ga mora maknuti. Ras Ali II, poslušao je njihov savjet, te poslao Sahle Dengela u progonstvo u Zengaj. Istovremeno je vratio njegovog brata Gebre Krestosa iz progonstva na otoku Mitraha (Jezero Tana) i postavio za cara ( neguš negastija).
No Gebre Krestos je umro nakon svega tri mjeseca, te je pokopan je u samostanu Tekle Hajmanot u Adababaju.  
Istraživač etiopske povijesti Wallis Budge, navodi da neki izvori navode da je Gebre Krestos izgleda bio otrovan.
Nakon nekoliko mjeseci interegnuma, Ras Ali II ponovno je vratio Sahle Dengela na etiopski carski tron u listopad 1832.